# Déploiement du DAB+ en France
Pour un article plus général, voir Digital Audio Broadcasting.
 (décembre 2023).
Le déploiement du DAB+ en France recouvre l'ensemble des délivrances par l'Arcom des autorisations permettant les mises en service des systèmes d'émission de la radiodiffusion numérique sur le territoire français. Ce déploiement est défini par zones géographiques et par bassins de population couverts, appelés « allotissements ». Ce déploiement peut aussi être considéré du point de vue de l'auditorat, et consiste alors à évaluer l'équipement des populations en récepteurs numériques, indispensables au déploiement global de la technologie.
Après différentes phases de test débutées en 2007, des difficultés ont retardé le déploiement de la dénommé RNT (« Radio Numérique Terrestre ») à ses débuts. En juin 2014, le DAB+ est officiellement lancé à Paris, Marseille et Nice. À partir de 2018, il est déployé plus largement en France pour progressivement couvrir tous les principaux bassins de vie français (ceux de plus de 175 000 habitants) début 2022. En novembre 2023, 110 multiplex sont effectivement en service sur les 170 prévus au terme du déploiement.
Le taux d'équipement en postes numériques dans les foyers français reste encore assez faible. Cependant, dès la fin de 2019, le seuil de 20 % de couverture de la population française par le DAB+ ayant été franchi, les constructeurs de postes de radio ont l'obligation d'intégrer cette technologie dans les récepteurs et les autoradios proposés à la vente, ce qui est essentiel pour permettre l'augmentation du taux d'équipement des Français et le bon déploiement de cette nouvelle technologie de radio.

## Stratégie de déploiement
La stratégie initiale du CSA visait un déploiement de la RNT par région administrative. Cependant, en raison des préférences des grandes radios, des contraintes budgétaires des petites radios, ainsi que dans un souci de couvrir un nombre d'auditeurs important, le choix a été fait de ne couvrir dans un premier temps que les seules grandes agglomérations et les routes les reliant.
Des allotissements locaux (centrés sur les villes) et étendus (centrés sur les larges agglomérations) ont été établis, et des appels à candidatures sont publiés par l'Arcom (ex CSA). Chaque appel à candidature a pour but de constituer des groupes comportant jusqu'à treize programmes, constituant un multiplex, diffusant sur un allotissement défini.
En mars 2019, le Conseil Supérieur de l'Audiovisuel a annoncé une liste de 26 stations disposant d'une couverture nationale en DAB+, et dont la diffusion a débuté le 12 octobre 2021. Ces 26 radios sont réparties en deux multiplex constitués de 13 programmes chacun.

## Chronologie détaillée du déploiement

### 2007: Expérimentations et lancement

#### Pré-déploiement en bande III et bande L (à partir de 2007)
En France, deux bandes de fréquences sont, en 2007, allouées à la RNT : la bande III (174 à 223 MHz) et la partie basse de la bande L (1,452 à 1,492 GHz).
L'arrêté du 3 janvier 2008 relatif à la radio diffusée en mode numérique par voie hertzienne terrestre (bande III) ou par voie satellitaire en bande L ou en bande S, fixait les caractéristiques des signaux émis et prévoyait notamment la norme de diffusion T-DMB (Terrestrial-Digital Multimedia Broadcasting), dérivée de la technologie DAB (Digital Audio Broadcasting), ainsi que le DRM (Digital Radio Mondiale). Le T-DMB, à l'origine norme de diffusion pour la télévision mobile, permet de diffuser de la vidéo associée à l'audio.

#### Mai 2007: Lyon - Valence
Une expérimentation a été autorisée par le CSA qui a démarré en mai 2007 avec la couverture de l'autoroute A7 entre Lyon et Valence. Le réseau est composé au départ de 3 émetteurs situé au mont Cindre (Lyon), Le Grisard (Vienne) et Saint-Romain-de-Lerps. Cette expérimentation est conjointe entre VDL et ASF et diffusera jusqu'en 2014. Les tests ont concerné de l'information trafic au format TPEG mais également sous forme de slide show pour les récepteurs équipés d'écrans couleurs.

#### Juin 2007: Nantes et Saint-Nazaire
À Nantes et Saint-Nazaire, le groupement des radios associatives de la métropole nantaise (GRAM) réalise depuis le 4 juin 2007 des tests (régulièrement prolongés par le CSA,,,,).

#### 2011: changement de norme
Le DAB+, nouvelle version du DAB, est une norme de radio numérique hertzienne, utilisée en France et dans de nombreux pays européens. Elle a remplacé le T-DMB et le DRM, auparavant choisis pour la RNT, pour faire de la radio numérique française une radio multi-standard, pluraliste et diverse (le CSA en ayant fait la demande au gouvernement fin 2011). Le décret autorisant le DAB+ est paru au Journal officiel du 28 août 2013. Ce changement de norme coïncide avec un tournant dans la communication du CSA, qui abandonne en 2012 l'appellation "RNT" au profit de "DAB+".

### 2011-2016: projet abandonné de diffusion en bande L
Le 3 novembre 2011, le Conseil supérieur de l'audiovisuel lance officiellement un premier appel à candidatures pour la diffusion de radios numériques terrestres sur la bande L (1,452 à 1,492 GHz). Les dossiers devant être déposés au CSA avant le 27 février 2012. Cet appel était assorti d'engagements de couverture minimale de la population dans des délais précis : 20 % de la population métropolitaine devait être desservie en 2016, sur au moins trois régions administratives. Ce taux devait atteindre 40 % de la population métropolitaine sur au moins onze régions en 2017, et au minimum 60 % de la population dans au moins onze régions en 2019. Les autorisations sont assorties d'obligation de reprise des services de radio préalablement autorisés en mode analogique, s'agissant des stations reçues dans la même zone géographique, à la condition que ces stations en fassent la demande, et « dans la limite de la disponibilité des ressources radioélectriques ».
Le 4 avril 2012, deux dépôts de dossiers ont été déclarés recevables par le CSA : Association La Radio numérique en bande L et SAS Onde numérique.
L'audition publique des deux candidats a lieu le 11 septembre 2012, et le 8 novembre 2012, le CSA annonce avoir sélectionné le bouquet de radios numériques en bande L, développé par la société Onde Numérique. Ce bouquet payant devait être constitué de 63 radios et programmes musicaux, dont plus de 50 programmes inédits, exclusifs et sans publicité, et être disponible sur l'ensemble du territoire. Ce bouquet reprend notamment les programmes des radios de service public (France Inter, France Info, France Culture, France Musique, FIP, le Mouv', et les radios du réseau Ici) et la radio d'informations européennes Euronews qui renonce début 2016.
Le bouquet « Onde Numérique » devait être accessible sur abonnement, pour un coût variant — selon les options — de cinq à dix euros par mois. L'autorisation du CSA prévoit l'utilisation sur cette bande de fréquence de la norme ETSI SDR (en) qui permet une diffusion hybride hertzienne et satellitaire.
Ce projet a été abandonné fin 2016 et le CSA a abrogé l’autorisation d'Onde numérique en septembre 2016.

### 2012 - 2014: DAB+ sur la bande III
Le 6 février 2012, Rachid Arhab, chargé du dossier de la RNT au CSA, confirme que cette instance a demandé au Ministère de la Culture et de la Communication le passage du T-DMB au DAB+ concernant la technologie portant la radiodiffusion numérique en France, Éric Besson, ministre de l'industrie, ayant préalablement donné son accord. La consultation publique en vue d'ajouter la norme DAB+ a eu lieu en 2012 (le DAB+ sera finalement autorisé le 20 novembre 2013). Un appel à candidature de grande ampleur est alors envisagé pour 2012.
Plusieurs expérimentations ont eu lieu en 2012 (Nantes, Lyon, Paris, Brest, Sophia Antipolis, Marseille, etc.).
En février 2012, le groupe Radio France met à disposition un site consacré à la radio numérique.
Le 13 mars 2012, le CSA annonce qu'il va signer les conventions attribuées en 2009 à Paris, Marseille et Nice. Les radios vont être autorisées à émettre dès 2012 (la mise en service aura finalement lieu de manière effective en 2014) sur la Bande III libérée par Canal+. En outre, un autre appel à candidatures va être lancé dans les vingt plus grandes agglomérations françaises. À cette époque, aucune date d’extinction de la radio analogique n’a été annoncée en France ; toutefois, Rachid Arhab annonce que, quand la RNT aura atteint une couverture de 40 %, il était prévu de fixer une date d'arrêt des émissions en FM, comme cela a été fait pour la TNT.

#### À partir de 2012-2014: Zones de Paris, Marseille et Nice
Le 23 avril 2012, le CSA précise certains points concernant les émissions en bande III sur Paris, Marseille et Nice. Celle-ci ont débuté dans le courant du 1er semestre 2013. Avant cela, il convenait de réaliser plusieurs actions sur les 175 candidatures de radios retenues : actualisations des données qui auraient été modifiées (personnes morales, adresses…) depuis 2009. Par ailleurs, certains projets (LCI Radio par ex.) n'existant plus, il convient de refaire un appel complémentaire à candidatures sur ces trois agglomérations. En outre, comme désormais la ressource en fréquences est plus vaste (depuis l'arrêt de la télévision analogique), il est possible de présenter d'autres dossiers de candidatures,. Le calendrier fixé est le suivant : 
- dépôt et actualisation des dossiers avant le 31 mai 2012. Le 7 juin 2012, le CSA annonce[29] que 178 candidatures ont été déposées soit — malgré le retrait de quatre groupes — trois de plus qu'en 2008. Trente-sept nouveaux projets de radios ont été remis ;
- juin 2012 : examen par le CSA ;
- octobre 2012 : signature des conventions puis délivrance des autorisations ;
- janvier 2013 : chaque éditeur de service (radio) devra avoir choisi un opérateur pour le multiplex ;
- 20 juin 2014 : début des émissions à Paris et Marseille[30] ;
- 20 août 2014 : début prévu des émissions sur la zone de Nice.

Le CSA précise que, pour chaque zone, le début de toutes les émissions devra être synchronisé.
Le 2 octobre 2012, le CSA annonce les candidats sélectionnés sur ces trois zones. Au total, 176 programmes sont autorisés par le CSA : 68 sur la zone de Paris, 54 sur celle de Nice et 54 sur celle de Marseille. Il y a de très nombreux nouveaux entrants géographiques, et de nouveaux opérateurs vont enrichir l'offre radiophonique sur ces trois zones.
Lors de sa réunion du 15 janvier 2013, le CSA a délivré les autorisations d'émettre en bande III sur les zones de Paris, Marseille et Nice. La composition des différents multiplex est aussi annoncée.
Le 15 avril 2013, le CSA publie les quatorze propositions conjointes reçues pour les opérateurs de multiplex (sur dix-neuf). Le Conseil va procéder à l’instruction des dossiers des opérateurs de multiplex proposés en vue de l'autorisation d'émettre (il indique aussi tenir compte du projet d’adjonction de la norme DAB+).
En 2014, les mises en service des émetteurs sont effectives, conformément au calendrier initial, et les trois villes sont couvertes en DAB+.

#### 2014: Échec du lancement sur les vingt plus grandes agglomérations françaises
Le 25 avril 2012, le CSA confirme qu'un nouvel appel à candidatures RNT va être lancé en mai 2012, en bande III, pour les vingt plus grandes agglomérations françaises (en complément des agglomérations parisienne, niçoise et marseillaise). Ainsi, en 2013, environ 70 % de la population française pourrait recevoir la RNT.
Le 10 mai 2012, le CSA précise le calendrier des prochains appels à candidatures (juin 2012 à avril 2013) sur les vingt plus grandes agglomérations françaises (soit 68 % de la population métropolitaine) :
- Zones de Strasbourg et Mulhouse en juin 2012 :
- Zones de Nancy et Metz en septembre 2012 ;
- Zones de Lille, Lens Béthune Douvrin Arras, Valenciennes Douai Cambrai en septembre 2012 ;
- Zones de Nantes, Rennes, Brest, Angers et Cholet en novembre 2012 ;
- Zones de Rouen et Le Havre en novembre 2012 ;
- Zones d'Avignon et Toulon en décembre 2012 ;
- Zone de Bordeaux en avril 2013 ;
- Zones de Lyon, Grenoble et Saint-Étienne en avril 2013 ;
- Zone de Toulouse en avril 2013.

En outre, il était précisé que le déploiement de la radio numérique sur l’ensemble du territoire métropolitain devait être réalisé d’ici à 2015.
Le 15 mai 2012 : Jean-Marc Ayrault est nommé Premier ministre. Il est ouvertement connu pour son fort soutien à la radio numérique terrestre (expérimentation, depuis 2007, sur Nantes puis le département de la Loire-Atlantique).
Le 22 mai 2012 : la consultation publique dans le ressort du CTA de Nancy est lancée.
Cependant, ce programme reste en attente du lancement des appels à candidatures durant de longues années, et finit par être abandonné, car à partir de 2012 déjà, de nombreux groupes privés, commerciaux ou associatifs, se désistent et/ou se positionnent contre le déploiement du DAB+.

#### 2012-2017: Désistement des groupes privés nationaux et arrêt du déploiement.
Le 3 mai 2012 : quatre groupes privés nationaux : Lagardère, NRJ, NextRadioTV et RTL renoncent à leurs candidatures en RNT, « convaincus que l'avenir de la radio numérique se fera via les réseaux IP ».
À la suite de cette annonce, de nombreux acteurs confirment leur engagement (extension de diffusion de radios régionales ou de réseaux possédant une couverture nationale partielle : M Radio, Générations, Jazz Radio, Radio Émotion, etc.), voire annoncent de nouvelles créations : Euronews, M Radio, Radio FG, Radio Public Santé, Goom Radio, TRACE Radio, Oüi FM, Radio Nova, etc., ou font part de leur intérêt : 20 minutes…
Le 6 septembre 2012 : devant la situation économique, le Gouvernement indique qu'il ne préempte pas, pour l'instant, de fréquences pour Radio France et RFI à Paris, Marseille et Nice. Toutefois, comme la législation lui permet à tout moment de le faire, il indique aussi « qu'il se réserve la possibilité d'un engagement futur de ces deux sociétés. » Il annonce que la norme DAB+ va prochainement être autorisée en France et qu'une réflexion va être engagée sur la couverture radiophonique du territoire.
Le 7 septembre 2012 : le CSA prend acte de la décision du Gouvernement et précise qu'il procédera dans le courant du mois de septembre à la sélection des radios candidates dans les trois zones (Paris, Marseille et Nice). Le CSA se réjouit que sa demande d’autoriser la norme de diffusion DAB+ ait reçu un accueil favorable du Gouvernement.
De 2014 à 2017 le déploiement de la radio numérique en France stagne complètement, alors que seules Nice, Marseille et Paris sont couvertes.

Logo de la RNT en Loire-Atlantique jusqu'en 2018.
Logo de la RNT dans l'agglomération lyonnaise jusqu'en 2018.

### Fin 2017: début du déploiement commercial de grande ampleur
Le 1er juin 2017, il est prévu que le CSA permette les accès à la RNT à FIP, Mouv' et RFI à Lille, Lyon et Strasbourg.
Le 7 novembre 2017, depuis l'Assemblée générale du WorldDAB, le CSA français a fait savoir qu'il entendait couvrir, en trois ans, la trentaine de villes de plus de 200 000 habitants. Le 11 janvier 2018, Nicolas Curien, membre du CSA, affirme que d'ici 2019, les deux tiers du territoire français serait couvert par la RNT. Concrètement, le 19 juin 2018 est la date retenue pour le lancement du déploiement du DAB+ en France, en commençant par les Hauts-de-France avec la ville de Lille, en poursuivant ensuite par le Grand Est, avec Strasbourg et Mulhouse, puis par l'Auvergne-Rhône-Alpes, avec Lyon en décembre 2018.
Cela étant, en juillet 2018, une étude montre que seulement 8 % des foyers français seraient équipés en postes aptes à recevoir le DAB+. Le 21 décembre 2019, l'intégration de la technologie DAB+ dans les récepteurs de radio proposés à la vente en France devient obligatoire, ce qui constitue une mesure essentielle pour permettre l'accélération du taux d'équipement des Français,.
En 2020, après Nantes, Saint-Nazaire, La Roche-sur-Yon, Le Havre et Rouen, le DAB+ est lancé dans 18 agglomérations supplémentaires, rendant cette technologie accessible à 70% de la population française.
Une association commune à l'ensemble des radios, Ensemble pour le DAB+, a été créée fin 2022 pour assurer la promotion de cette technologie.

## Avancement du déploiement
En novembre 2023, 110 multiplex sont effectivement en service sur les 170 prévus au terme du déploiement. Le territoire métropolitain est divisé en 46 allotissements étendus.
Le 18 juin 2023, Roch-Olivier Maistre, président de l'Arcom, déclare sur France Culture qu'à la fin de l'année, 60% de la population sera couverte par le DAB+, et estime la disparition de la FM à l'horizon 2030 au profit du DAB+.
Le 27 juin 2023, Hervé Godechot, membre du collège de l'Arcom, déclare que l'administration travaille sur la possibilité d'imiter un type de déploiement complémentaire, déjà en place en Grande-Bretagne : le Small Scale DAB ("DAB à petite échelle") pour notamment couvrir de petits territoires ruraux, afin d'adapter le DAB+ aux besoins des stations de radio locales rurales notamment.

### Secteur Île-de-France
La région Île-de-France a commencé dès 2012 à émettre en DAB+.[réf. nécessaire]
Le multiplex « Paris Étendu » a commencé à émettre le 13 avril 2021 sur le bloc 11B. Deux multiplex pour la zone « Paris Intermédiaire » couvrent une bonne partie de l'Île-de-France. Le multiplex « RNT Paris 2 » émet sur le bloc 6A. Il y a un nouvel appel d'offres par le CSA, puisqu'il y a trois places disponibles sur le multiplex à la suite de l'ouverture du multiplex « Paris Étendu ».
Le multiplex « RNT Paris 3 » émet sur le bloc 6D. Trois multiplex pour la zone « Paris Local » couvrent Paris et les communes alentour. Le multiplex RNT « Associative » émet sur le bloc 9A. Le multiplex RNT « Paris 5 » émet sur le bloc 9B. Le multiplex RNT « Paris 6 » émet sur le bloc 11A. Il y a un nouvel appel d'offres par le CSA, puisqu'il y a une place disponible sur le multiplex à la suite de l'ouverture du multiplex « Paris Étendu ».
Le multiplex situé sur le 9D était un multiplex expérimental couvrant l'Est Parisien, arrêté dès la mise en service des multiplex métropolitains.
| Zone                        | Bloc fréquence    | Date de lancement        | Remarques |
| --------------------------- | ----------------- | ------------------------ | --- |
| Paris Intermédiaire         | 6A (181.936 MHz)  | Juin 2014                | Premiers multiplex établis et toujours en service. Le bloc 6A couvre également les zones de Meudon et l'ouest Parisien et Les Lilas et l'est Parisien. Les radios disponibles sont : Ado FM (anciennement Swigg), Beur FM, Crooner Radio, FG Chic, FG Dance, France Maghreb 2, Latina, Live Nation Radio, Maxximum, NRJ Paris, Radio Orient, RFI et Vivre FM. |
| Paris Intermédiaire 2       | 6D (187.072 MHz)  | Juin 2014                | Premiers multiplex établis et toujours en service. Le bloc 6D couvre également les zones de Meudon et le sud-ouest Parisien, Puteaux et le nord-ouest Parisien et Les Lilas et l'est Parisien. Les radios disponibles sont : Africa Radio, Antinéa Radio, Euradio, Radio Lovely, Music Box (MBS), Monte Carlo Doualiya (MCD), MyZen Radio, Phare FM, Radio Bonheur 100% Chansons Françaises, Radio Courtoisie, Radio Maria, Urban Hit et Virage Radio (Virgin Radio depuis 2024). |
| Paris Local 1               | 9A (202.928 MHz)  | Juin 2014                | Premier multiplex établi et toujours en service. Les radios disponibles sont : Aligre FM, AYP FM, Cause Commune, Fréquence Paris Plurielle, Fréquence protestante, L'Onde Porteuse, Radio Néo, Radio Campus Paris, Radio Fuego (anciennement Capsao), Radio libertaire, Radio Mandarin d'Europe, Radio Tèr et World Radio Paris (WRP). |
| Paris Local 2               | 9B (204.640 MHz)  | Juin 2014                | Premier multiplex établi et toujours en service. Les radio disponibles sont : Aasman Radio, Cinemusic Radio, Fréquence India, Hope Radio, IdFM Radio Enghien, Medi 1 France, PI-MG Radio, Pi-node, Radio Alfa, Radio J, Radio Pitchoun, Radio Sensations Île-de-France, RCJ et Tech Radio. |
| Paris Local 3               | 11A (216.928 MHz) | Juin 2014                | Premiers multiplex établis et toujours en service. Les radios disponibles sont : Collector Radio, Espace FM, Figaro Radio, La Grande Musique, Les Inrocks Radio, Paname, Radio Life, Radio Monaco, SANEF 107.7, Séquence FM, So Good Radio, Trace Radio et Tropiques FM. |
| Paris Étendu                | 11B (218.640 MHz) | 13 avril 2021            | Le bloc 11B couvre également les zones du XVIIe et l'ouest Parisien et Bagnolet et l'est Parisien. Les radios disponibles sont : Chante France, Évasion FM, Générations, ici Paris Île-de-France, Jazz Radio, Melody, Oüi FM, Radio FG, Radio Notre Dame, Radio Nova, Sud Radio, TSF Jazz et Voltage. |
| Test DAB+ TFL (Tour Eiffel) | 5A (174.928 MHz)  | Mai 2022 - décembre 2022 | Émetteur test de la Tour Eiffel qui a fonctionné pendant 7 mois. Les radios disponibles étaient des radios test : Test DAB+ TFL et Test2 DAB+ TFL. |

### Secteur Auvergne-Rhône-Alpes / Zone de Lyon
La région lyonnaise, avec Lyon (sites du Mt Cindre et Rillieux) et Villefranche-sur-Saône, est desservie par des multiplex locaux et un multiplex régional depuis décembre 2018. Les zones de Bourg-en-Bresse (site du  Mont-July 600 m) et de Bourgoin-Jallieu (site Ruy 360 m) sont opérationnelles depuis l'été 2019 via leur multiplex local. Les zones de Grenoble et Saint-Étienne sont planifiées pour 2020 et Clermont-Ferrand est desservie par un multiplex local et régional depuis juillet 2023 et depuis mi décembre 2023, par le multiplex M1, et le multiplex M2 est en service.

#### Expérimentations de 2011 / 2012
Le 19 mai 2011, un test est lancé à Lyon où les chaînes de magasins et des grandes surfaces participent activement dans la promotion de la radio numérique en mettant à disposition des récepteurs pour les clients. Deux multiplex sont diffusés regroupant au total 22 radios. Près de la moitié des radios diffusées ne sont pas présentes sur la FM Lyonnaise. Le 30 avril 2012, un troisième multiplex composé de quinze stations a commencé à émettre.

#### Appel à candidatures de 2016
Le 7 juin 2016, le CSA lance un nouvel appel à candidatures sur Lyon qui touche aussi ses alentours (Beaujolais, Nord-Isère, Vienne, Villefranche-sur-Saône, Bourg-en-Bresse et Mâcon). Le 30 novembre 2016, elle publie ses sélections. Parmi les radios sélectionnées, deux radios publiques (FIP et RFI) diffusent leurs ondes dans quelques zones de diffusion. La mise en service effective a eu lieu en décembre 2018. Ces expérimentations sont cependant restées temporaires, considérées comme une "opération de communication visant à faire connaître les atouts de la radio numérique terrestre au grand public."

#### En définitive
Ce secteur se partage entre les zones « Lyon étendu », « Lyon local / Sainte-Foy-l'Argentière / Vienne / Villefranche-sur-Saône », « Bourg-en-Bresse », « Bourgoin-Jallieu / La Tour-du-Pin / Le Pont-de-Beauvoisin / La Côte-Saint-André / La Verpillière » et « Tarare / Cours-la-Ville / Lamure-sur-Azergues / Marnand / Chambost / Amplepuis », « Mâcon / Cluny ».
| Zone                     | Bloc fréquence    | Date de lancement | Remarques |
| ------------------------ | ----------------- | ----------------- | --- |
| Lyon Étendu              | 6A (181.936 MHz)  | 5 décembre 2018   | Le bloc 6A couvre également la zone de Villefranche-sur-Saône. Les radios disponibles sont : Ado FM (anciennement Swigg), Crooner Radio, Générations, ici Isère, M Radio Lyon, Nostalgie Lyon, Oüi FM, Radio Nova, RCF Lyon, Sud Radio, Tonic radio et TSF Jazz.                                                                                               |
| Lyon Local 1             | 11B (218.640 MHz) | 5 décembre 2018   | Les radios disponibles sont : Couleurs FM, Euradio, France Maghreb 2, Radio Fuego (anciennement Capsao), Lyon 1ère, Oxygène Alpes Auvergne, Radio Arménie, Radio Espérance, Radio ISA, Radio Pitchoun, Radio Pluriel, Séquence FM et Sol FM. |
| Lyon Local 2             | 5B (176.640 MHz)  | 5 décembre 2018   | Le bloc 5B couvre également la zone de Villefranche-sur-Saône. Les radios disponibles sont : Africa Radio, Chante France, Impact FM, Jazz Radio, Melody, NRJ Lyon, Radio Alfa, Radio Espace, Radio FG, Radio Orient, Radio Scoop Lyon, RFI et Virage Radio (Virgin Radio depuis 2024).                                                                         |
| Bourg-en-Bresse Local 1  | 6D (187.072 MHz)  | Été 2019          | Les radios disponibles sont : FC Radio, Jazz Radio, La Radio plus, Radio Fuego (anciennement Capsao), Radio Espace, Radio Espérance, Radio ISA, Radio ISA Gold, Radio ISA Hits, Radio Maria, Radio Orient, Radio Scoop et Virage Radio (Virgin Radio depuis 2024).                                                                                             |
| Bourgoin-Jallieu Local 1 | 5C (178.352 MHz)  | Été 2019          | Le bloc 5C couvre également la zone du Pont-de-Beauvoisin. Les radios disponibles sont : Couleurs FM, Hot Radio, Jazz Radio, La Radio plus, Phare FM Lyon Dauphiné, Radio Fuego (anciennement Capsao), Radio Espace, Radio ISA, Radio ISA Gold, Radio ISA Hits, Radio Orient, Radio Scoop et Virage Radio (Virgin Radio depuis 2024).                          |
| Annecy Étendu            | 7C (192.352 MHz)  | 20 décembre 2021  | Le bloc 7C couvre également les zones d'Annemasse et Chambéry. Les radios disponibles sont : Ado FM (anciennement Swigg), Chante France, Crooner Radio, ici Pays de Savoie, Melody, Oüi FM, Radio FG, Radio Mont-Blanc, Radio Nova, Radio Scoop, RCF Savoie Mont-Blanc, Sud Radio et TSF Jazz.                                                                 |
| Annecy Local 1           | 11D (222.064 MHz) | 11 mars 2022      | Les radios disponibles sont : Chérie FM Alpes, H2O, Hot Radio, Jazz Radio, La Radio plus, Life Style 74, NRJ Alpes, ODS Radio, Radio FMR, Radio Orient, Radio Semnoz, Séquence FM et Virage Radio (Virgin Radio depuis 2024). |
| Saint-Étienne Étendu     | 6C (185.360 MHz)  | 20 décembre 2021  | Le bloc 6C couvre également la zone de Roanne. Les radios disponibles sont : Activ radio, Chante France, Générations, ici Saint-Étienne Loire, Jazz Radio, Melody, Oüi FM, Radio Espérance, Radio Nova, Radio Orient, Radio Scoop, Sud Radio et TSF Jazz. |
| Saint-Étienne Local 1    | 8A (195.936 MHz)  | 28 février 2022   | Les radios disponibles sont : Ado FM (anciennement Swigg), Beur FM, Chérie FM Saint-Étienne, Crooner Radio, Nostalgie Lyon, NRJ Loire, Radio FG, Radio Fuego (anciennement Capsao), Radio Ondaine, Radio Pitchoun, RLF, Tonic radio et Virage Radio (Virgin Radio depuis 2024).                                                                                |
| Chambéry Local 1         | 6D (187.072 MHz)  | 11 mars 2022      | Les radios disponibles sont : Chérie FM Alpes, H2O, Hot Radio, Max FM, Montagne FM, NRJ Alpes, Radio Ellebore, Radio Espérance, Radio Fuego (anciennement Capsao), Radio Grand Lac, Radio Grésivaudan, Radio ISA et Séquence FM. |
| Grenoble Étendu          | 5D (180.064 MHz)  | 15 mars 2022      | Le bloc 5D couvre également les zones de La Tour-du-Pin et Voiron. Les radios disponibles sont : Ado FM (anciennement Swigg), ici Isère, Jazz Radio, Melody, Oüi FM, Radio Fuego (anciennement Capsao), Radio Orient, Radio Scoop, RCF Isère, Sud Radio, Tonic radio, TSF Jazz et Virage Radio Grenoble Chambéry (Virgin Radio Grenoble Chambéry depuis 2024). |
| Grenoble Local 1         | 9C (206.352 MHz)  | 15 mars 2022      | Le bloc 9C couvre également la zone de Voiron. Les radios disponibles sont : Alpes 1 Rhône-Alpes, Beur FM, Radio Campus Grenoble, Chérie FM Grenoble, Hot Radio, Max FM, News FM, Nostalgie Grenoble, NRJ Grenoble, Radio FG, Radio ISA et Radio Kaléidoscope (RKS).                                                                                           |
| Annemasse Local 1        | 7D (194.064 MHz)  | 15 mars 2022      | Le bloc 7D couvre également la zone de Saint-Genis-Pouilly. Les radios disponibles sont : FC Radio, Générations, Jazz Radio, La Radio plus, Life Style 74, Nostalgie Léman, NRJ Léman, Playlist Radio, Plein Air, Radio Fuego (anciennement Capsao), Radio Orient, Radio Pitchoun et Virage Radio (Virgin Radio depuis 2024).                                  |
| Clermont-Ferrand Étendu  | 5B (176.640 MHz)  | 12 juillet 2023   | Le bloc 5B couvre également les zones de Saint-Flour, Issoire, Montluçon, Moulins, Thiers et Vichy. Les radios disponibles sont : Ado FM (anciennement Swigg), Chante France, Radio Fuego (anciennement Capsao), Générations, ici Pays d'Auvergne, Jazz Radio, Oüi FM, Radio FG, Radio Scoop, RCF Auvergne, RVA, Sud Radio et TSF Jazz.                        |
| Clermont-Ferrand Local 1 | 6B (183.648 MHz)  | 12 juillet 2023   | Les radios disponibles sont : Chérie FM Auvergne, Fusion FM, Logos FM, L'Onde Porteuse, Melody, Nostalgie Clermont, NRJ Clermont, Radio Altitude, Radio Arverne, Totem et Variance FM. |
| Valence Étendu           | 9A (202.928 MHz)  | 31 juillet 2025   | Le bloc 9A couvre également les zones d'Annonay, Montélimar, Romans-sur-Isère et Tournon-sur-Rhône. Les radios disponibles sont : Chante France, Générations, ici Drôme Ardèche, Impact FM, Melody, Oüi FM, Radio FG, Radio Nova, Radio Orient, Radio Scoop, RCF Drôme, Sud Radio et TSF Jazz.                                                                 |
| Valence Local 1          | 12A (223.936 MHz) | Juillet 2025      | Les radios disponibles sont : Ado FM (anciennement Swigg), Chérie FM Tournon, Europe 2 Rhône, Radio Festival, Jazz Radio, MTI, Nostalgie Vallée du Rhône, NRJ Vallée du Rhône, Radio Fuego (anciennement Capsao), Radio Méga, TFM, Tonic radio et Virage Radio (Virgin Radio depuis 2024).                                                                     |
| Montélimar Local 1       | 9C (206.352 MHz)  | Inconnu           | Les radios disponibles sont : Ado FM (anciennement Swigg), Antinéa Radio, Chérie FM Drôme Ardèche, Radio Festival, Jazz Radio, MTI, Nostalgie Vallée du Rhône, NRJ Vallée du Rhône, Phare FM, Radio Micheline, TFM, Tonic radio et Virage Radio (Virgin Radio depuis 2024).                                                                                    |
| Vichy Local 1            | 10A (209.936 MHz) |                   | A venir |

### Secteur Hauts-de-France

#### Zone Lille
Le 7 juin 2016, le CSA lance un appel à candidatures RNT sur Lille et sa région. Le 30 septembre, elle publie ses sélections. Parmi les radios sélectionnées, deux radios publiques (FIP et RFI). Les émissions ont démarré le 19 juin 2018,.
Ce secteur est partagé entre les zones « Lille étendu » ou multiplex régional, « Lille local », « Douai / Lens / Béthune / Arras / Saint-Pol-sur-Ternoise / Douvrin / Isbergues », « Valenciennes / Maubeuge / Cambrai / Hirson / Avesnes-sur-Helpe », « Dunkerque-Saint-Omer-Hazebrouck » et « Calais / Boulogne-sur-Mer / Hesdin / Montreuil ».
| Zone                      | Bloc fréquence    | Date de lancement | Remarques |
| ------------------------- | ----------------- | ----------------- | --- |
| Lille Étendu              | 8A (195.936 MHz)  | 19 juin 2018      | Le bloc 8A couvre également les zones d'Arras, Béthune, Boulogne-sur-Mer, Calais, Douai, Dunkerque, Lens et Valenciennes. Les radios disponibles sont : Ado FM (anciennement Swigg), Crooner Radio, Générations, Latina, Metropolys, M Radio, Mona FM, Oüi FM, Radio Nova, RCF Hauts de France, Skyrock Nord, Sud Radio et TSF Jazz. |
| Lille Local 1             | 7C (192.352 MHz)  | 19 juin 2018      | Le bloc 7C couvre également la zone de Roubaix. Les radios disponibles sont : Canal FM, Delta FM, Euradio, Galaxie Radio, Fréquence Horizon, Pastel FM, Playloud, Radio Boomerang, Radio Campus, Radio Contact, Radio Cité Vauban (RCV), Radio Fuego (anciennement Capsao) et RPL Radio.                                             |
| Lille Local 2             | 7D (194.064 MHz)  | 19 juin 2018      | Les radios disponibles sont : Africa Radio, Chante France, Europe 2 Nord Picardie, France Maghreb 2, Jazz Radio, Melody, NRJ Lille, Radio 6, Radio Alfa, Radio FG, Radio Orient, RFI et Virage Radio (Virgin Radio depuis 2024). |
| Calais Local Côte d'Opale | 5B (176.640 MHz)  | 19 juin 2018      | Le bloc 5B couvre également les zones de Boulogne-sur-Mer et Le Touquet / Montreuil-sur-Mer. Les radios disponibles sont : Chante France, Delta FM, Delta+, Galaxie Radio, Jazz Radio, Melody, NRJ Nord Littoral, Radio 6, Radio Calais Détroit, Radio Orient, RFM Nord, Transat FM et Virage Radio (Virgin Radio depuis 2024).      |
| Dunkerque Local 1         | 8D (201.072 MHz)  | 19 juin 2018      | Le bloc 8D couvre également la zone de Saint-Omer. Les radios disponibles sont : Delta+, Delta FM, Fun Radio Dunkerque, Jazz Radio, NRJ Nord Littoral, Playloud Littoral, Radio 6, Radio Contact, Radio Fuego (anciennement Capsao), Radio Orient, Radio Rencontre, Radio Uylenspiegel et Virage Radio (Virgin Radio depuis 2024).   |
| Arras Local 1             | 11D (222.064 MHz) | 13 septembre 2018 | Le bloc 11D couvre également les zones de Béthune, Douai et Lens. Les radios disponibles sont : Antinéa Radio, Banquise FM, Fréquence Horizon, Jazz Radio, Radio PFM, Radio Campus, Radio Fuego (anciennement Capsao), Radio FG, Radio Maria, Radio Orient, Radio Plus et Virage Radio (Virgin Radio depuis 2024).                   |
| Valenciennes Local 1      | 7A (188.928 MHz)  | 22 mai 2019       | Le bloc 7A couvre également les zones de Cambrai et Maubeuge. Les radios disponibles sont : Canal FM, Chérie FM Cambrésis Nord Picardie, CN'O, Jazz Radio, Melody, N'Radio, NRJ Valenciennes, Phare FM, Radio BLC, Radio Fuego (anciennement Capsao), Radio Orient, RFM Nord et Virage Radio (Virgin Radio depuis 2024).             |
| Amiens Étendu             | 8D (201.072 MHz)  | 6 décembre 2022   | Le bloc 8D couvre également les zones d'Abbeville et Saint-Quentin. Les radios disponibles sont : Ado FM (anciennement Swigg), Chante France, Évasion Somme, ici Picardie, Melody, N'Radio, Oüi FM, Radio 6, Radio FG, Radio Nova, RCF Hauts de France, Sud Radio et TSF Jazz.                                                       |
| Amiens Local 1            | 11C (220.352 MHz) | 4 janvier 2023    | Les radios disponibles sont : Africa Radio, Radio Campus Amiens, Chérie FM Amiens, Crooner Radio, Europe 2 Nord Picardie, France Maghreb 2, Générations, Happyness Amiens, Jazz Radio, Metropolys, NRJ Amiens et Radio Fuego (anciennement Capsao).                                                                                  |

### Secteur Grand-Est
Le 7 juin 2016, le CSA a lancé un appel à candidatures RNT (DAB+) sur la région Alsace. Le 30 septembre, elle publie ses sélections. Parmi les radios sélectionnées, deux radios publiques (FIP et RFI) diffusent leurs ondes dans quelques zones de diffusion.
Mise en service du DAB+ : 5 décembre 2018 sur trois zones (sur cinq planifiées), urbaines et péri-urbaines, Strasbourg, Colmar et Mulhouse. Le multiplex régional, identifiant « Alsace », est exploitable en zone rurale de la  plaine d'Alsace et sur l'autoroute A35 entre Strasbourg et Mulhouse avec débordements sur l'Allemagne voisine.
| Zone                                  | Bloc fréquence   | Date de lancement | Remarques |
| ------------------------------------- | ---------------- | ----------------- | --- |
| Strasbourg Étendu                     | 6D (187.072 MHz) | 5 décembre 2018   | Le bloc 6D couvre également les zones de Colmar, Haguenau, Mulhouse, Sarre-Union, Saverne et Sélestat. Les radios disponibles sont : Accent 4, Crooner Radio, Générations, ici Alsace, Latina, M Radio, Oüi FM, Phare FM, Radio FG, Radio Nova, RCF Alsace, Sud Radio et TSF Jazz. |
| Strasbourg Local 1                    | 6C (185.360 MHz) | 5 décembre 2018   | Les radios disponibles sont : Azur FM, Cerise FM, DKL Dreyeckland, Euradio, Fréquence Plus, Magnum la Radio!, Radio Alfa, Radio Arc-en-Ciel, Radio Fuego (anciennement Capsao), Radio en Construction, Radio Judaïca, Radio Pitchoun et Radio Star.                                |
| Strasbourg Local 2                    | 5D (180.064 MHz) | 5 décembre 2018   | Les radios disponibles sont : Ado FM (anciennement Swigg), Africa Radio, Beur FM, Chante France, Jazz Radio, Melody, NRJ Strasbourg, Radio ECN, Radio Maria, Radio Orient, RFI, Top Music et Virage Radio (Virgin Radio depuis 2024).                                              |
| Colmar local                          | 11C              | 5 décembre 2018   | |
| Mulhouse local 1                      | 6A               | 5 décembre 2018   | Potentiel d'environ 400 000 auditeurs |
| Sélestat                              |                  |                   | Abandonné par le CSA, le 12 Septembre 2018,. |
| Metz Étendu                           | 8A               | 29 juin 2023      | |
| Metz local 1                          | 5A               | 29 juin 2023      | |
| Nancy Étendu Nord et Nancy étendu Sud | 8D / 6A          | 29 juin 2023      | |
| Nancy local 1                         | 5D               | 25 sept 2023      | |
| Reims étendu                          | 9A               | 1er mars 2023     | |
| Reims local 1                         | 9B               | 30 mars 2023      | |
| Troyes local 1                        | 12A              | 30 mars 2023      | |

#### Zones en attente
Selon la feuille de route du CSA les zones « Forbach, Saint-Avold, Bouzonville, Sarreguemines, Bitche » et « Bruyères, Cornimont, Epinal, Gérardmer, La Bresse, Le Thillot, Le Tholy, Remiremont et Vittel » auraient dû être mis en appel en 2021 pour une mise en service prévisionnelle en 2023. Dans le premier secteur, les auditeurs peuvent écouter les radios du DAB+ allemand en service (trois à quatre Multiplex au 29 mars 2021).

### Secteur Bourgogne Franche-Comté
| Zone                        | Bloc fréquence    | Date de lancement | Remarques |
| --------------------------- | ----------------- | ----------------- | --- |
| Mâcon Local 1               | 8A (195.936 MHz)  | 2019              | Les radios disponibles sont : Antinéa Radio, Chérie FM Villefranche-Mâcon, Europe 2 Rhône, Jazz Radio, La Radio plus, Melody, Nostalgie Mâcon, Radio Fuego (anciennement Capsao), Radio Espace, Radio Scoop, Sol FM Vibration et Virage Radio (Virgin Radio depuis 2024).                                                                |
| Dijon Étendu                | 9B (204.640 MHz)  | 12 octobre 2021   | Le bloc 9B couvre également les zones de Beaune et Chalon-sur-Saône. Les radios disponibles sont : Ado FM (anciennement Swigg), Chante France, Fréquence Plus, ici Bourgogne, Jazz Radio, Melody, Oüi FM, Radio FG, Radio Nova, Radio Orient, RCF en Bourgogne, Sud Radio et Tran6stor.                                                  |
| Dijon Local 1               | 5C (178.352 MHz)  | 23 septembre 2021 | Les radios disponibles sont : Chérie FM Dijon, Crooner Radio, Diversité FM, France Maghreb 2, Générations, K6FM, Nostalgie Dijon, Plein Coeur, Radio Campus Dijon, Radio Pitchoun, Radio Star, Shalom Bourgogne et Virage Radio (Virgin Radio depuis 2024).                                                                              |
| Besançon Étendu             | 5D (180.064 MHz)  | 15 juin 2023      | Le bloc 5D couvre également les zones de Belfort, Dole, Lons-le-Saunier et Montbéliard. Les radios disponibles sont : Ado FM (anciennement Swigg), Beur FM, Crooner Radio, Fréquence Plus, ici Besançon, Melody, Oüi FM, Plein Air 2, Radio FG, Radio Nova, RCF Besançon, Sud Radio et TSF Jazz.                                         |
| Besançon Local 1            | 9A (202.928 MHz)  | 15 juin 2023      | Les radios disponibles sont : Chante France, Chérie FM Besançon, Europe 2 Alsace-Mulhouse, Magnum la Radio!, Plein Air, Plein Coeur, Radio BIP, Radio Campus Besançon, Radio Oméga 90.9, Shalom Besançon, Radio Star, Radio Sud Besançon et Villages FM.                                                                                 |
| Chalon-sur-Saône Local 1    | 8D (201.072 MHz)  | 27 juin 2025      | Le bloc 8D couvre également la zone du Creusot. Les radios disponibles sont : Antinéa Radio, Chérie FM Saône-et-Loire, Europe 2 Bourgogne, Fusion FM, Générations, NRJ Saône-et-Loire, Plein Coeur, Radio Espérance Paray-le-Monial, Radio Scoop, Tonic radio, TSF Jazz, Vibration et Virage Radio (Virgin Radio depuis 2024).           |
| Nevers Étendu               | 5D (180.064 MHz)  |                   | A venir |
| Nevers Local 1              | 11C (220.352 MHz) |                   | A venir |
| Belfort-Montbéliard Local 1 | 6C (185.360 MHz)  | Inconnu           | Le bloc 6C couvre également la zone de Montbéliard. Les radios disponibles sont : Campus Belfort-Montbéliard, Chérie FM Belfort-Montbéliard, Europe 2 Alsace-Mulhouse, France Maghreb 2, ici Belfort-Montbéliard, Jazz Radio, Phare FM, Plein Air, Plein Coeur, Radio ECN, Radio Oméga 90.9, Radio RCV Nord Franche-Comté et Radio Star. |

### Secteur Normandie
Les deux principales agglomérations Rouen (un multiplex régional plus deux multiplex locaux) et Le Havre (le régional plus un local) ont démarré le DAB+ le 1er octobre 2019. Les sites de diffusion sont urbains. Le 1er octobre 2019, l'opérateur de multiplex GOM permet dorénavant d'écouter, en Normandie, en DAB+, treize radios au Havre et quinze à Rouen.
| Zone              | Bloc fréquence    | Date de lancement | Remarques |
| ----------------- | ----------------- | ----------------- | --- |
| Rouen Étendu      | 10A (209.936 MHz) | 1er octobre 2019  | Le bloc 10A couvre également la zone du Havre. Les radios disponibles sont : Ado FM (anciennement Swigg), Beur FM, Chante France, Évasion FM, ici Normandie (Seine-Maritime - Eure), Jazz Radio, Latina, M Radio, Oüi FM, Radio Nova, RCF Haute-Normandie, Sud Radio et TSF Jazz. |
| Rouen Local 1     | 9C (206.352 MHz)  | 1er octobre 2019  | Les radios disponibles sont : Crooner Radio, Espace Normandie, Les Inrocks Radio, Océane FM, Radio Fuego (anciennement Capsao), Radio La Sentinelle, Radio Maria, Radio Paname, Radio Sensation Normandie Seine, Sweet FM, Tendance Ouest et Voltage. |
| Rouen Local 2     | 10C (213.360 MHz) | 1er octobre 2019  | Les radios disponibles sont : Africa Radio, Chérie FM Rouen, Europe 2 Normandie-Centre, France Maghreb 2, Générations, Melody, Nostalgie Rouen, NRJ Rouen, Radio Bonheur, Radio FG, Radio Orient, Radio Pitchoun et Virage Radio (Virgin Radio depuis 2024). |
| Le Havre Local 1  | 10D (215.072 MHz) | 1er octobre 2019  | Les radios disponibles sont : Africa Radio, Espace Normandie, France Maghreb 2, Générations, Melody, Ouest Track Radio, Radio Albatros, Radio Fuego (anciennement Capsao), Radio FG, Sweet FM Normandie, Tendance Ouest Seine-Maritime et Virage Radio (Virgin Radio depuis 2024). |
| Évreux Local 1    | 10B (211.648 MHz) | Inconnu           | Le bloc 10B couvre également les zones de Louviers et Verneuil d'Avre et d'Iton. Les radios disponibles sont : Antinéa Radio, ForEver (anciennement Gold FM), Générations, Phare FM, Principe Actif, Radio Bonheur 100% Chansons Françaises, Radio FG, Radio Orient, Sensations Normandie, Sweet FM Normandie, Tech Radio, Tendance Ouest et Virage Radio (Virgin Radio depuis 2024). |
| Caen Étendu       | 5B (176.640 MHz)  | 31 janvier 2023   | Le bloc 5B couvre également les zones d'Alençon, Avranches, Deauville / Honfleur, Saint-Lô, Pont-l'Évêque et Villedieu-les-Poêles. Les radios disponibles sont : Chante France, Crooner Radio, Générations, ici Normandie (Calvados - Orne), Jazz Radio, Océane FM, Oüi FM, Radio Bonheur 100% Chansons Françaises, Radio FG, Radio Nova, RCF Normandie, Sud Radio et TSF Jazz.       |
| Caen Local 1      | 9B (204.640 MHz)  | 7 novembre 2022   | Les radios disponibles sont : Radio 666, Melody, Nostalgie Caen, NRJ Caen, Radio Fuego (anciennement Capsao), Radio Orient, Radio Phénix, Radio Pitchoun, Radio VFM (Vire FM), Station B, Tendance Ouest, TSF 98 et World Radio Normandy Caen. |
| Cherbourg Étendu  | 7C (192.352 MHz)  | 2025 ?            | A venir |
| Cherbourg Local 1 | 8D (201.072 MHz)  | 2025 ?            | A venir |

### Secteur Pays de la Loire
Le 30 janvier 2012, une campagne d'information (affiches, spots audio, vidéo) a été lancée sur le département. Le département de la Loire-Atlantique est devenu le département pilote pour la RNT. Treize stations émettent en numérique dans les secteurs de Nantes et Saint-Nazaire depuis 2012.[réf. nécessaire]
Le DAB+ local et régional est arrivé à Nantes (7e[Quoi ?]) et à Saint-Nazaire en juillet 2019.
Les allotissements de « Laval étendu » (5C) et « Laval étendu » (11B) seront respectivement lancés et démarrés à partir vers 2027, soit une période de deux années consécutives.
| Zone                     | Bloc fréquence    | Date de lancement | Remarques |
| ------------------------ | ----------------- | ----------------- | --- |
| Nantes Étendu            | 5D (180.064 MHz)  | 4 juillet 2019    | Le bloc 5D couvre également la zone de Saint-Nazaire. Les radios disponibles sont : Ado FM (anciennement Swigg), Beur FM, Chante France, ici Loire Océan, Jazz Radio, Latina, M Radio, Oüi FM, Radio Bonheur 100% Chansons Française, Radio FG, Radio Nova, Sud Radio et TSF Jazz.                                                       |
| Nantes Local 1           | 7B (190.640 MHz)  | 2 juillet 2019    | Les radios disponibles sont : AlterNantes FM, Euradio, Jet FM, Kernews, NTI, Océane FM, Prun', Radio Atlantis FM, Radio Caroline, Radio Fidélité, Radio Kerne, RCA et Sun. |
| Nantes Local 2           | 12A (223.936 MHz) | 2 juillet 2019    | Les radios disponibles sont : Africa Radio, Forum, France Maghreb 2, Générations, Hit West, Melody, Oxygène Radio, Radio Fuego (anciennement Capsao), Radio Orient, Radio Pitchoun, Vibration et Virage Radio (Virgin Radio depuis 2024).                                                                                                |
| La Roche-sur-Yon Local 1 | 9A (202.928 MHz)  | 4 octobre 2019    | Les radios disponibles sont : Alouette FM, Forum, Graffiti (anciennement Graffiti Urban Radio), Jet FM, Mélody, Océane FM, Radio Maria, Radio Orient, RCA, RCF Vendée et Sun. |
| Saint-Nazaire Local 1    | 8D (201.072 MHz)  | 4 juillet 2019    | Le bloc 8D couvre également la zone de Pornic. Les radios disponibles sont : Africa Radio, AlterNantes FM, Euradio, Jet FM, Kernews, Melody, Océane FM, Prun', Radio Fuego (anciennement Capsao), Radio Fidélité, RCA et Sun. |
| Angers Étendu            | 6B (183.648 MHz)  | 13 juillet 2023   | Le bloc 6B couvre également les zones de Cholet et Saumur. Les radios disponibles sont : Alouette FM, Chante France, Forum, ici Loire Océan, Oüi FM, Oxygène Radio, Radio Bonheur 100% Chansons Française, Radio FG, Radio Nova, Radio Orient, RCF Anjou, Sud Radio et TSF Jazz.                                                         |
| Angers Local 1           | 11A (216.928 MHz) | 7 novembre 2022   | Les radios disponibles sont : Africa Radio, Chérie FM Angers, Crooner Radio, Générations, Melody, NRJ Angers, Radio Campus Angers, Radio G !, Sun, Sweet FM, Vibration et Virage Radio (Virgin Radio depuis 2024). |
| Le Mans Étendu           | 7A (188.928 MHz)  | 19 janvier 2023   | Le bloc 7A couvre également les zones d'Alençon, La Flèche et Nogent-le-Rotrou. Les radios disponibles sont : Alouette FM, Chante France, Crooner Radio, ForEver (anciennement Gold FM), Hit West, Ici Maine, Radio FG, Radio Nova, Radio Orient, RCF Sarthe, Sud Radio, TSF Jazz et Vibration.                                          |
| Le Mans Local 1          | 7B (190.640 MHz)  | 7 novembre 2022   | Les radios disponibles sont : Cartables FM, Chérie FM Le Mans-Laval, Fréquence Sillé, Générations, Melody, Nostalgie Sarthe, Ornithorynque, Oüi FM, Oxygène Radio, Phare FM, Radio Alpa, Sweet FM et Tendance Ouest. |
| Laval Étendu             | 5C (178.352 MHz)  | Inconnu           | Le bloc 5C couvre également les zones de Château-Gontier-sur-Mayenne et Mayenne. Les radios disponibles sont : Ado FM (anciennement Swigg), Alouette FM, Chante France, ForEver (anciennement Gold FM), ici Mayenne, Jazz Radio, Oüi FM, Radio Bonheur 100% Chansons Françaises, Radio FG, Radio Nova, Sud Radio, TSF Jazz et Vibration. |
| Laval Local 1            | 11B (218.640 MHz) | Inconnu           | Les radios disponibles sont : Chérie FM Le Mans-Laval, Générations, Hit West, L'Autre Radio, Nostalgie Sarthe, Océane FM, Oxygène Radio, Phare FM, Radio Fidélité Mayenne, Radio Orient, Sweet FM, Tendance Ouest et Virage Radio (Virgin Radio depuis 2024).                                                                            |

### Secteur Nouvelle-Aquitaine
Les futurs allotissements de « Périgueux étendu » (6A), de « Guéret étendu » (11C) et de « Mont-de-Marsan étendu » (11D) seront respectivement lancés et démarrés à partir vers 2027, soit une période de deux années consécutives.
| Zone                  | Bloc fréquence | Date de lancement | Remarque |
| --------------------- | -------------- | ----------------- | -------- |
| Bordeaux Étendu       | 8C             | 6 novembre 2020   |          |
| Bordeaux Local 1      | 7A             | 6 novembre 2020   |          |
| Bordeaux Local 2      | 8B             | 6 novembre 2020   |          |
| Arcachon Local        | 11C            | 6 novembre 2020   |          |
| Poitiers Étendu       | 9C             | 18 mai 2022       |          |
| Poitiers Local        | 7C             | 27 juin 2022      |          |
| La Rochelle Étendu    | 10D            | 5 juillet 2022    |          |
| La Rochelle Local     | 10C            | 28 juin 2022      |          |
| Bayonne Étendu        | 8B             | 30 juin 2023      |          |
| Bayonne Local         | 10D            | 30 juin 2023      |          |
| Pau étendu            | 6A             | 25 juillet 2023   |          |
| Pau local 1           | 9A             | 25 juillet 2023   |          |
| Limoges Étendu        | 5C             | 19 septembre 2023 |          |
| Limoges Local         | 6D             | 6 décembre 2022   |          |
| Périgueux Etendu      | 6A             | A venir           |          |
| Guéret Etendu         | 11C            | A venir           |          |
| Mont-de-Marsan Etendu | 11D            | A venir           |          |

### Secteur Occitanie
| Zone                | Bloc fréquence    | Date de lancement | Remarques |
| ------------------- | ----------------- | ----------------- | --- |
| Toulouse Étendu     | 6B (183.648 MHz)  | 5 novembre 2020   | Le bloc 6B couvre également les zones d'Agen, Albi, Auch, Carcassonne, Castres et Montauban. Les radios disponibles sont : Ado FM (anciennement Swigg), Beur FM, Chante France, ici Occitanie, Jazz Radio, Oüi FM, Radio Nova, RCF Occitanie, Sud Radio, Toulouse FM, TSF Jazz et Virage Radio (Virgin Radio depuis 2024). |
| Toulouse Local 1    | 7C (192.352 MHz)  | 5 novembre 2020   | Les radios disponibles sont : 100%, Booster FM, Radio FMR, Pyrénées FM, Radio Axe Sud, Radio Maria, Radio Ménergy, Radio mon Païs, Radio Occitania, Radio Présence, Radio Tèr et RTS FM. |
| Toulouse Local 2    | 8C (199.360 MHz)  | 5 novembre 2020   | Les radios disponibles sont : Africa Radio, Chérie FM Toulouse, Crooner Radio, France Maghreb 2, Générations, Melody, Nostalgie Toulouse, NRJ Toulouse, Radio FG, Radio Orient, Radio Pitchoun, RFI et Tropiques FM. |
| Montpellier Étendu  | 11C (220.352 MHz) | 22 février 2023   | Le bloc 11C couvre également les zones de Béziers, Narbonne et Sète. Les radios disponibles sont : 100%, Ado FM (anciennement Swigg), ici Hérault, Jazz Radio, Melody, Oüi FM, Radio FG, Radio Fuego (anciennement Capsao), Ràdio Lenga d'Òc, Radio Nova, RCF Occitanie Méditerranée, Sud Radio et TSF Jazz.               |
| Montpellier Local 1 | 9C (206.352 MHz)  | 22 février 2023   | Les radios disponibles sont : Beur FM, Chérie FM Montpellier, Crooner Radio, Divergence FM, FM Plus, NRJ Montpellier Sète, Radio Aviva, Radio Campus Montpellier, Radio Clapas, Radio Flash, Radio One et RTS FM. |
| Nîmes Étendu        | 10A (209.936 MHz) | 22 février 2023   | Le bloc 10A couvre également la zone d'Alès. Les radio disponibles sont : 100% Souvenirs, Chante France, Radio Ecclesia, ici Gard Lozère, Jazz Radio, Radio Maritima, Radio FG, Radio Nova, Radio Orient, RTS FM, Sud Radio et TSF Jazz.                                                                                   |
| Nîmes Local 1       | 11D (222.064 MHz) | 6 décembre 2022   | Les radios disponibles sont : Chérie FM Grand Sud, Crooner Radio, Générations, Melody, NRJ Nîmes, Oüi FM, Radio Alliance Plus, Radio Aviva, Radio Flash, Radio Fuego (anciennement Capsao), Ràdio Lenga d'Òc, Radio One et Radio Pitchoun                                                                                  |
| Perpignan Étendu    | 5B (176.640 MHz)  | 22 février 2023   | Le bloc 5B couvre également les zones de Céret et Prades. Les radios disponibles sont : 100% pays Catalan, Chante France, ici Roussillon, Jazz Radio, Pyrénées FM, Radio Fuego (anciennement Capsao), Radio FG, Radio Orient, RCF Occitanie Méditerranée, RTS FM, Sud Radio et TSF Jazz.                                   |
| Perpignan Local 1   | 11A (216.928 MHz) | 28 mars 2023      | Les radios disponibles sont : Antinéa Radio, Chérie FM Perpignan, Crooner Radio, FM Évangile 66, Grand Sud FM, Littoral FM, Melody, NRJ Perpignan, Radio Aviva, Radio Fiesta, Radio Maria et Urban Hit. |

### Secteur Provence-Alpes-Côte d'Azur et Monaco
| Zone                    | Bloc fréquence | Date de lancement  | Remarque                                          |
| ----------------------- | -------------- | ------------------ | ------------------------------------------------- |
| Marseille étendu        | 5B             | 12 octobre 2021    |                                                   |
| Marseille intermédiaire | 8A             | juin 2014          | Premiers multiplex établis et toujours en service |
| Marseille intermédiaire | 7A             | juin 2014          | Premiers multiplex établis et toujours en service |
| Marseille Local         | 8C             | juin 2014          | Premiers multiplex établis et toujours en service |
| Marseille Local         | 8D             | juin 2014          | Premiers multiplex établis et toujours en service |
| Nice Étendu             | 11A            | 2014               |                                                   |
| Nice Intermédiaire      | 11B            | 12 octobre 2021    |                                                   |
| Nice Intermédiaire      | 11C            |                    |                                                   |
| Nice Local              | 9D             | avril 2016         |                                                   |
| Nice Local              | 8D             |                    |                                                   |
| Monaco                  | 8A             |                    |                                                   |
| Monaco                  | 12B            |                    |                                                   |
| Monaco                  | 6B             |                    |                                                   |
| Monaco                  | 6C             |                    |                                                   |
| Avignon Étendu          | 9D             | 12 octobre 2021    |                                                   |
| Avignon Local           | 5C             | fin septembre 2021 |                                                   |
| Toulon Étendu           | 9A             | 12 octobre 2021    |                                                   |
| Toulon Local            | 11C            | 15 juillet 2021    |                                                   |

### Secteur Bretagne
| Zone              | Bloc fréquence    | Date de lancement | Remarques |
| ----------------- | ----------------- | ----------------- | --- |
| Rennes Étendu     | 10A (209.936 MHz) | 12 juillet 2023   | Le bloc 10A couvre également les zones de Saint-Brieuc, Dinan, Fougères, Ploërmel et Vannes. Les radios disponibles sont : Alouette FM, Chante France, Générations, ici Armorique, Jazz Radio, Oüi FM, Radio BOA, Radio Bonheur, Radio FG, Radio Nova, RCF Bretagne, Sud Radio et TSF Jazz.                                                         |
| Rennes Local 1    | 10D (215.072 MHz) | 28 mars 2023      | Les radios disponibles sont : Africa Radio, C Lab (anciennement Radio Campus Rennes), Canal B, Chérie FM Rennes, Euradio, Les Inrocks Radio, NRJ Rennes, Océane FM, Quartier des Ondes, Radio Caroline, Radio Laser, Radio Pitchoun et Radio Rennes.                                                                                                |
| Brest Étendu      | 9A (202.928 MHz)  | 12 juillet 2023   | Le bloc 9A couvre également les zones de Châteaulin, Guingamp, Lannion, Lorient, Morlaix et Quimper. Les radios disponibles sont : Chante France, ici Breizh Izel, Jazz Radio, Radio BOA, Radio Bonheur, Radio FG, Radio Maria, Radio Nova, RCF Bretagne, Sud Radio, Tempo programme Alouette, TSF Jazz et Virage Radio (Virgin Radio depuis 2024). |
| Brest Local 1     | 7C (192.352 MHz)  | 4 septembre 2023  | Les radios disponibles sont : Arvorig FM, Bretagne 5, Chérie FM Brest, Fréquence Mutine, Générations, Jaime Radio, NRJ Brest, Oüi FM, Radio Fuego (anciennement Capsao), Radio Neptune, Radio Orient, Radio U et RMN la radio. |
| Lorient Local 1   | 6C (185.360 MHz)  | Inconnu           | Les radios disponibles sont : Europe 2 Bretagne, FG Dance, Hit West, Jaime Radio, Melody, Océane Breizh, Oüi FM, Radio Balises, Radio Bro Gwened, Radio Caroline, Radio Kerne et RMN la radio. |
| Morlaix Local 1   | 9D (208.064 MHz)  | Inconnu           | Les radios disponibles sont : Bretagne 5, Europe 2 Bretagne, Hit West, Jaime Radio, Légende FM, Océane Breizh, Oüi FM, Radio Caroline, Radio Orient, Radio U, RMN la radio et Tendance Ouest Bretagne. |
| Quimper Local 1   | 8A (195.936 MHz)  | Inconnu           | Les radios disponibles sont : Chérie FM Bretagne, Europe 2 Bretagne, Hit West, Jaime Radio, Océane Breizh, Oüi FM, Radio Harmonie Cornouaille, Radio Kerne, Radio Neptune, Radio U, RMN la radio et Transistoc'h. |
| Vannes Local 1    | 6B (183.648 MHz)  | Inconnu           | Les radios disponibles sont : Europe 2 Bretagne, Hit West, Jaime Radio, Larg' la radio du golfe, Melody, Océane FM, Radio Bro Gwened, Radio Caroline, Radio Kalon, Radio Maria, Radio Plaisir et RCA. |
| St-Brieuc Local 1 | 10C (213.360 MHz) | Inconnu           | Les radios disponibles sont : Bretagne 5, Radio Décibel, Europe 2 Ouest, Fréquence 8, Hit West, NRJ Bretagne, Océane Bretagne Nord, Radio Activ', Radio Caroline, Radio Kreiz Breizh, Radio Orient et Tendance Ouest Bretagne. |
| Ploërmel Local 1  | 6A (181.936 MHz)  | Inconnu           | Les radios disponibles sont : Bretagne 5, Europe 2 Bretagne, Fréquence 8, Hit West, Jaime Radio, Océane FM, Plum'FM, Radio Bro Gwened, Radio Caroline, Radio Orient, Radio Plaisir, RMN la radio et Timbre FM. |
| Vitré Local 1     | 8A (195.936 MHz)  | Inconnu           | Les radios disponibles sont : Bretagne 5, Fréquence 8, Littérature Radio, Océane FM, Oxygène Radio Collector, Oxygène Radio Hit and Dance, Radio Caroline, Radio Kerne, Radio Orient, RCA, RMN la radio et Tendance Ouest Bretagne. |

### Secteur Centre-Val de Loire
| Zone                | Bloc fréquence    | Date de lancement | Remarques |
| ------------------- | ----------------- | ----------------- | --- |
| Tours Étendu        | 6C (185.360 MHz)  | 18 mai 2022       | Le bloc 6C couvre également les zones de Chinon et Descartes. Les radios disponibles sont : Alouette FM, Chante France, Crooner Radio, Générations, ici Touraine, Melody, Oüi FM, Radio Nova, Radio Orient, RCF Touraine Saint-Martin, Sud Radio, TSF Jazz et Vibration. |
| Tours Local 1       | 9B (204.640 MHz)  | 27 juin 2022      | Les radios disponibles sont : Ado FM (anciennement Swigg), Chérie FM Val de Loire, Citéradio, Forum, France Maghreb 2, Hit West, NRJ Tours, Radio FG, Radio Numéro 1, Radio Pitchoun, Sweet FM Centre et Virage Radio (Virgin Radio depuis 2024). |
| Orléans Étendu      | 10A (209.936 MHz) | 18 mai 2022       | Le bloc 10A couvre également les zones de Blois et Montargis. Les radios disponibles sont : Beur FM, Chante France, Forum, Générations, ici Orléans, Melody, Oüi FM, Radio FG, Radio Nova, RCF Loiret, Sud Radio, TSF Jazz et Vibration. |
| Orléans Local 1     | 5C (178.352 MHz)  | 27 juin 2022      | Les radios disponibles sont : Africa Radio, Alouette FM, Chérie FM Val de Loire, Crooner Radio, France Maghreb 2, Nostalgie Orléans, NRJ Orléans, Radio Campus Orléans, Radio Maria, Sweet FM Centre et Virage Radio (Virgin Radio depuis 2024). |
| Bourges Étendu      | 10C (213.360 MHz) |                   | A venir |
| Bourges Local 1     | 9A (202.928 MHz)  |                   | A venir |
| Blois Local 1       | 12A (223.936 MHz) |                   | A venir |
| Châteauroux Local 1 | 6B (183.648 MHz)  |                   | A venir |
| Chartres Local 1    | 5D (180.064 MHz)  | Inconnu           | Le bloc 5D couvre également les zones de Châteaudun et Nogent-le-Rotrou. Les radios disponibles sont : Chante France, Chérie FM Chartres, Europe 2 Normandie Centre, ForEver (anciennement Gold FM), France Maghreb 2, Phare FM, Radio Bonheur 100% Chansons Françaises, Radio Grand Ciel, Radio Intensité, Sweet FM, Tech Radio, Vibration et Virage Radio (Virgin Radio depuis 2024). |

### Small Scale DABen territoire rural
Face aux difficultés d'atteindre certaines zones rurales isolées, ou en bordures d'allotissement géographiques, l'Arcom annonce en 2023 étudier les possibilités de déploiement du DAB+ à petite échelle / de proximité (Small Scale DAB). Ce modèle de déploiement est notamment appliqué au Royaume-Uni, ou des émetteurs de 30 à 100W P.A.R. sont mis en service dans des contextes ruraux, ou des contextes communautaires urbains. Le besoin se fait ressentir en France du fait de la topographie (certaines vallées sont inaccessibles depuis les centres urbains lointains), des modèles économiques des opérateurs, calqués sur le déploiement privilégié pour les zones à forte densité de population, ainsi que de la présence de très nombreuses stations de radio associatives rurales et locales en France.

### Martinique
Une expérimentation est menée en Martinique, avec le déploiement d'un multiplex DAB+, sur le canal 5B, comportant neuf services, le 1er janvier 2023. La première autorisation de neuf mois a été prolongée jusqu'à l'été 2024.

### Multiplex métropolitains
Deux multiplex DAB dits métropolitains, soit un total de 26 radios nationales, existent depuis le 12 octobre 2021.
Ces multiplex sont déployés grâce à des émetteurs puissants situés sur des points hauts proches des autoroutes depuis Paris, Dijon, Chalon-sur-Saône, Lyon jusqu'à Marseille. Ce déploiement en une fois est le plus important jusqu'alors dans le domaine.
Ainsi un même programme radio est audible d'un bout à l'autre de la France sans difficulté et largement autour de ces autoroutes.
Les candidatures se sont achevées le 21 novembre 2018, les grands groupes radiophoniques opposés au DAB+ s'étant finalement présentés, c'est-à-dire le groupe NRJ, le groupe RTL, Lagardère News et Altice Média.
Après la parution dans le journal officiel, les 9 et 10 mai 2019, des autorisations pour les radios présentes pour l'allotissement métropolitain, on connaît donc la composition des deux multiplex qui ont été lancés le 12 octobre 2021. Ces retards sont liés notamment à la pandémie de COVID-19.
Liste des radios diffusées sur l'ensemble du territoire français grâce au DAB+ : (multiplex métropolitains) :
| Station          | Logo | Création | Siège             | Groupe                | Multiplex         |
| ---------------- | ---- | -------- | ----------------- | --------------------- | ----------------- |
| France Inter     |      | 1963     | Paris             | Radio France          | Métropolitain n°2 |
| France Musique   |      | 1963     | Paris             | Radio France          | Métropolitain n°2 |
| France Culture   |      | 1963     | Paris             | Radio France          | Métropolitain n°2 |
| FIP              |      | 1971     | Paris             | Radio France          | Métropolitain n°2 |
| France Info      |      | 1987     | Paris             | Radio France          | Métropolitain n°2 |
| Mouv'            |      | 1997     | Paris             | Radio France          | Métropolitain n°2 |
| RTL              |      | 1966     | Neuilly-sur-Seine | Groupe M6             | Métropolitain n°1 |
| RTL2             |      | 1995     | Neuilly-sur-Seine | Groupe M6             | Métropolitain n°1 |
| Fun Radio        |      | 1985     | Neuilly-sur-Seine | Groupe M6             | Métropolitain n°1 |
| Europe 1         |      | 1955     | Paris             | Lagardère News        | Métropolitain n°2 |
| Europe 2         |      | 1986     | Paris             | Lagardère News        | Métropolitain n°2 |
| RFM              |      | 1981     | Paris             | Lagardère News        | Métropolitain n°2 |
| RMC              |      | 1943     | Paris             | Altice Média          | Métropolitain n°2 |
| BFM Business     |      | 1992     | Paris             | Altice Média          | Métropolitain n°2 |
| BFM Radio        |      | 2022     | Paris             | Altice Média          | Métropolitain n°2 |
| NRJ              |      | 1981     | Paris             | NRJ Group             | Métropolitain n°1 |
| Rire et Chansons |      | 1989     | Paris             | NRJ Group             | Métropolitain n°1 |
| Chérie FM        |      | 1987     | Paris             | NRJ Group             | Métropolitain n°1 |
| Nostalgie        |      | 1983     | Paris             | NRJ Group             | Métropolitain n°1 |
| AirZen Radio     |      | 2021     |                   | Mediameeting          | Métropolitain n°1 |
| Latina           |      | 1982     | Paris             | Groupe 1981           | Métropolitain n°1 |
| M Radio          |      | 1981     | Paris             | Espace Group          | Métropolitain n°1 |
| Radio Classique  |      | 1982     | Paris             | Les Échos-Le Parisien | Métropolitain n°1 |
| Skyrock          |      | 1986     | Paris             | Vortex SA             | Métropolitain n°1 |
| Skyrock Klassiks |      | 2016     | Paris             | Vortex SA             | Métropolitain n°1 |
| KTO Radio        |      | 2023     |                   |                       | Métropolitain n°2 |

## Audiences
L'utilisation de la RNT en France est estimée à peine à 2 % de l'ensemble des transmissions radio, en décembre 2014.
Cinq ans après, à la fin décembre 2019, 13,1 % des Français de treize ans et plus, soit 7,1 millions de personnes, écoutent chaque jour la radio sur un support numérique, une progression de 0,8 point sur un an.

### Sources
- Le Monde avec AFP, « Radio numérique : le CSA sélectionne vingt-quatre stations », Le Monde,‎ 6 mars 2019 (lire en ligne, consulté le 22 juillet 2020)

« Annuaire des radios en AM/FM/DAB+ en France. » (consulté le 9 août 2025)
« Site officiel pour le DAB+ en France. » (consulté le 9 août 2025)